# Сенчило-Стефановський Олексій Флорович
Олексій Флорович Сенчи́ло-Стефано́вський (нар. 1808, Ніжин — пом. 1866, Київ) — український художник.

## Біографія
Народився у 1808 році в місті Ніжині (тепер Чернігівська область, Україна). В 1840—1860 роках — учитель малювання в київській повітовій школі на Подолі, співробітник Тимчасової комісії для розгляду давніх актів у Києві. У 1843 році познайомився з Тарасом Шевченком, між ними встановилися дружні взаємини. У 1846 році разом з ним брав участь в археологічних розкопках кургану Переп'ятихи поблизу Фастова.
Дев'ять малюнків, які художник виконав для альбому «Могила Переп'ятиха та археологічні знахідки з неї», помилково приписували Шевченкові. Був одним з поширювачів серії офортів Живописной Украини в Києві. В 1859 році Шевченко, перебуваючи в Києві, гостював у художника.
Помер в Києві у 1866 році.